# Élections sénatoriales de 2026 en Gironde
Pour un article plus général, voir Élections sénatoriales françaises de 2026.
Les élections sénatoriales en Gironde sont prévues en septembre 2026. Elles visent à renouveler les six sénateurs du département.

## Modalités

### Dates
Ces élections se tiendront en septembre 2026, les sénateurs étant élus pour une durée de 6 ans et les élections de 2020 ayant eu lieu le 27 septembre.

### Mode de scrutin
La Gironde étant représentée par six sénateurs, ces derniers sont élus au scrutin proportionnel plurinominal. Les électeurs votent pour des listes de candidats, et les sièges sont répartis après dépouillement des suffrages aux différentes listes en proportion de leurs parts des voix, suivant la règle de la plus forte moyenne, sans panachage ni vote préférentiel,.

### Collège électoral
Les élections sénatoriales sont un scrutin indirect, cela signifie que seuls les grands électeurs sont appelés à voter lors de cette élection. Sont considérés comme grands électeurs:
- les députés et sénateurs ;
- les conseillers régionaux ;
- les conseillers départementaux ;
- les délégués des conseils municipaux. Cette dernière catégorie représente 95 % des grands électeurs[6].

## Contexte

### Élections sénatoriales de 2020
Lors des élections sénatoriales de 2020, le rapport de force a fortement évolué au sein du département. La liste du parti socialiste parvient a être en tête mais perd un de ses trois sièges. La liste d'union du centre, réunissant le mouvement radical et le MoDem, présents en 2014 sur la liste des Républicains, réunit assez de voix pour leur permettre de conserver leurs deux sièges ne laissant qu'un seul siège à la liste du parti de droite. Enfin, Europe Écologie - Les Verts parvient à faire élire un sénateur sous ses propres couleurs.

### Élections municipales de 2026
Les élections sénatoriales de 2026 prendront place 6 mois après les municipales de la même année. La très grande majorité des grands électeurs français étant issus des conseils municipaux, leur composition aura dès lors un impact important sur le scrutin sénatorial.

## Résultats

### Sénateurs sortants et élus
| Sénateurs sortants     | Parti | Parti | Groupe | Groupe | Sénateurs élus | Parti | Parti | Groupe | Groupe |
| ---------------------- | ----- | ----- | ------ | ------ | -------------- | ----- | ----- | ------ | ------ |
| Alain Cazabonne        |       | MoDem |        | UC     |                |       |       |        |        |
| Mireille Conte-Jaubert |       | DVD   |        | RDSE   |                |       |       |        |        |
| Hervé Gillé            |       | PS    |        | SER    |                |       |       |        |        |
| Laurence Harribey      |       | PS    |        | SER    |                |       |       |        |        |
| Florence Lassarade     |       | LR    |        | REP    |                |       |       |        |        |
| Monique de Marco       |       | LÉ    |        | GEST   |                |       |       |        |        |